# گرتا سالومه استفانسدوتیر
گرتا سالومه استفانسدوتیر (به ایسلندی: Greta Salóme Stefánsdóttir) (زاده ۱۱ نوامبر ۱۹۸۶) خواننده ایسلندی است.
او در مسابقه آواز یوروویژن ۲۰۱۶ و مسابقه آواز یوروویژن ۲۰۱۲ نماینده ایسلند بود .